# Эртиси
Эртиси (груз. ერტისი) — село в Грузии, на территории Тетрицкаройского муниципалитета края (мхаре) Квемо-Картли.

## География
Село находится в юго-восточной части Грузии, на левом берегу реки Борбалосхеви, на расстоянии приблизительно 22 километров (по прямой) к северо-востоку от города Тетри-Цкаро, административного центра муниципалитета. Абсолютная высота — 844 метра над уровнем моря.

## Население
По результатам официальной переписи населения 2014 года в Эртиси проживало 297 человек (155 мужчин и 142 женщины). В национальной структуре населения грузины составляли 98 %, армяне – 1,3 %.
| Год  | Население, человек |
| ---- | ------------------ |
| 2002 | 319                |
| 2014 | ↘ 297              |